# Màng sinh học

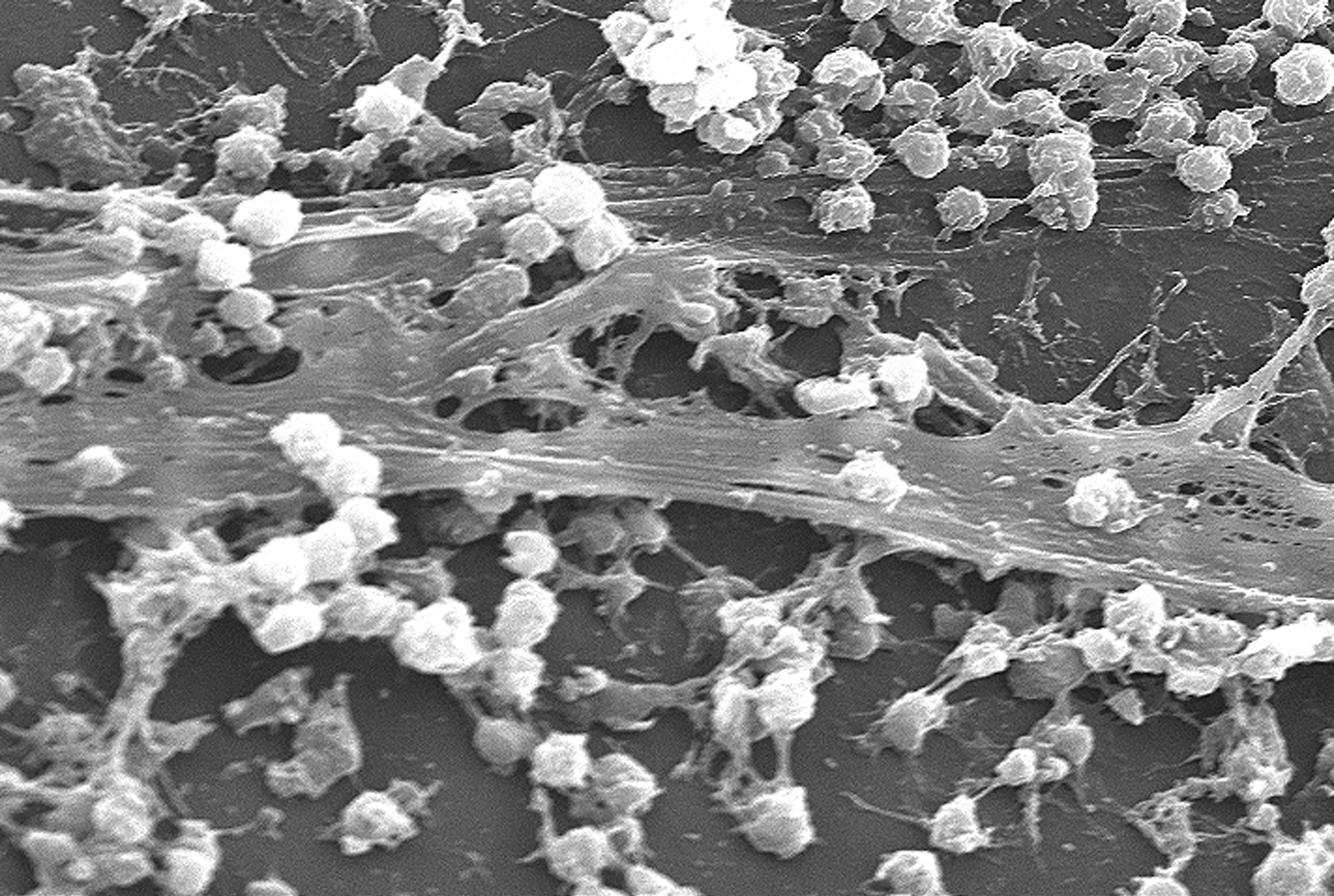
Staphylococcus aureus tập trung thành màng sinh học trên một ống thông nội mạc

Note 1: A biofilm is a system that can be adapted internally to environmental conditions by its inhabitants.
Màng sinh học là một nhóm các vi sinh vật với các tế bào dính vào nhau và cũng thường dính vào một bề mặt. Các tế bào gắn kết này bị nhúng trong một ma trận ngoại bào mủ bao gồm các chất polyme ngoài tế bào (EPS). Các thành phần EPS được tạo ra bởi các tế bào trong màng sinh học và thường là một sự kết hợp polyme của các DNA, protein, và polysaccharide ngoại bào. Bởi vì chúng có cấu trúc ba chiều và đại diện cho lối sống cộng đồng vi sinh vật, nên các màng sinh học thường được miêu tả như "thành phố của các vi khuẩn."
Màng sinh học có thể hình thành trên bề mặt sống hoặc không sống và có thể được phổ biến trong môi trường tự nhiên, công nghiệp và bệnh viện. Các tế bào vi sinh vật phát triển trong một màng sinh học có sinh lý học khác biệt với tế bào của các sinh vật phù du cùng loại, nơi chúng là những tế bào đơn có thể trôi nổi hoặc bơi trong môi trường lỏng. Màng sinh học hiện diện trên răng của hầu hết các loài động vật như mảng bám răng, ở đó chúng có thể gây ra sâu răng và các bệnh về lợi.
Các vi khuẩn tạo thành một màng sinh học để đáp ứng nhiều yếu tố, có thể bao gồm việc nhận diện tế bào các vị trí đính kèm cụ thể hoặc không đặc hiệu trên bề mặt, tín hiệu dinh dưỡng, hoặc trong một số trường hợp, bằng cách tiếp xúc các tế bào sinh vật phù du với nồng độ dưới mức ức chế của kháng sinh. Khi một tế bào chuyển sang chế độ tăng trưởng màng sinh học, nó sẽ trải qua một sự chuyển đổi kiểu hình trong hành vi trong đó các bộ gen lớn được quy định khác biệt. Theo tài liệu "Microbiology a Introduction", trong tự nhiên, các vi sinh vật hiếm khi sống trong các quần thể đơn lẻ bị cô lập mà chúng ta thấy trên các tấm trong phòng thí nghiệm. Chúng sống trong một cộng đồng được gọi là màng sinh học. Một màng sinh học cũng có thể được coi là một hydrogel, đó là polyme phức tạp trong nước nặng gấp nhiều lần trọng lượng khi khô. Màng sinh học không chỉ là lớp màng vi khuẩn mà còn là các hệ thống sinh học; vi khuẩn được tổ chức thành một cộng đồng chức năng phối hợp. Màng sinh học có thể được gắn với bề mặt như răng, đá hoặc bề mặt có thể bao gồm một loài hoặc một nhóm vi sinh vật đa dạng. Vi khuẩn sinh học có thể chia sẻ các chất dinh dưỡng và được bảo vệ khỏi các yếu tố có hại trong môi trường, như sự mất nước, kháng sinh, và hệ thống miễn dịch của cơ thể. Một màng sinh học thường bắt đầu hình thành khi một vi khuẩn tự do bám vào bề mặt.